# Michael Seidl
Michael Seidl es un deportista austríaco que compitió en vela en la clase Tornado. Ganó una medalla de oro en el Campeonato Europeo de Tornado de 2003.

## Palmarés internacional
| \| Campeonato Europeo \| Campeonato Europeo \| Campeonato Europeo \| Campeonato Europeo \| \| Año \| Lugar \| Medalla \| Clase \| \| ------------------ \| ------------------ \| ------------------ \| ------------------ \| \| 2003 \| Cagliari (Italia) \| Medalla de oro \| Tornado \| |                   |                |         |
| Campeonato Europeo |                   |                |         |
| Año | Lugar             | Medalla        | Clase   |
| 2003 | Cagliari (Italia) | Medalla de oro | Tornado |